# Eflornitină
Eflornitina este un medicament utilizat în tratamentul tripanosomiazei africane și al hirsutismului facial la femei. Căile de administrare disponibile sunt intravenoasă și topică.
Molecula a fost dezvoltată în anii 1970 și a fost aprobată pentru uz medical în anul 1990. Se află pe lista medicamentelor esențiale ale Organizației Mondiale a Sănătății.